# Martin Expérience
Martin Yves Expérience (* 9. března 1998) je haitský profesionální fotbalista, který hraje na pozici levého obránce za francouzský klub AS Nancy. Narodil se ve Francii, ale hraje za haitský národní tým.

## Klubová kariéra
Po působení v mládežnickém týmu Xerezu začal Expérience v roce 2018 hrát profesionálně za Changé. Po několika sezónách přestoupil v roce 2020 do Avranches. V červnu 2022 podepsal smlouvu s Choletem.
Dne 31. května 2024 se Expérience připojil ke klubu AS Nancy v Championnat National.

## Reprezentační kariéra
Expérience debutoval v národním týmu Haití při výhře 6:1 nad Svatým Vincencem a Grenadinami v kvalifikaci na Zlatý pohár CONCACAF 2021 dne 2. července 2021.

## Úspěchy
Nancy
- Championnat National: 2024/25